# Авијатик Берг C
Авијатик Берг C је фамилија једномоторних авиона двокрилаца, које је пројектовао инж. Јулијус фон Берг, па је према њему овај авион добио други део имена Берг. Ове авионе је у току Првог светског рата производила аустријска фабрика Авијатик Беч, део немачке фирме Авијатик, за потребе аустроугарског ваздухопловства. Овој фамилији авиона припадају авиони означени као тип C.I и C.II, а служили су као извиђачки авиони. У току Првог светског рата их је користило ваздухопловство Аустроугарске монархије, а после рата поред осталих (држава насталих распадом Аустро-Угарског царства) користило их је и Војно ваздухопловство Краљевине Срба, Хрвата и Словенаца.

## Пројектовање и развој
Трка у наоружавању захтевала је од произвођача и пројектаната авиона све боље, снажније, брже и покретљивије авионе, због тога се инж. Берг прихватио 1916. године да пројектује нови извиђачки авион, са снажнијим мотором који је имао већу брзину и плафон лета. Касније је тај авион добио назив Авиатик Берг C.I. Паралелно са овим авионом пројектован је и израђен ловачки авион Авиатик Берг D.I који је био веома сличан авиону C.I с`тим што је био једносед.

## Технички опис
Труп му је правоугаоног попречног пресека, решеткасте конструкције. Предњи део, у коме је био смештен мотор је био обложен алуминијумским лимом, на коме су се налазили отвори за излазак топлог ваздуха из моторског простора, а остали део трупа је био облепљен платном. Труп овог авиона се истицао чистом аеродинамичном линијом. Пилот је седео у отвореном кокпиту. Прегледност из пилотске кабине није била добра јер су поглед пилоту ометали цилиндри мотора, издувна цев и цеви система за водено хлађење и хладњак мотора.
Авион је био опремљен течношћу хлађеним линијским мотором, Аустро-Даимлер АD.6 снаге 185 или 200 KS. Хладњак за воду се налазио испод горњег крила или испред мотора. На вратилу мотора је била причвршћена двокрака, вучна, дрвена елиса, непроменљивог корака. Носач мотора је био од дрвета појачан челичним цевима и челичном конструкцијом.
Крила су била дрвене конструкције пресвучена импрегнираним платном релативно танког профила. Крилца за управљање авионом су се налазила само на горњим крилима. Крила су између себе била повезана са четири пара паралелних упорница. Затезачи су били од клавирске челичне жице. Оба крила су имала правоугаони облик, с тим што је доње крило било нешто краће од горњег. Спојеви предње ивице са бочним ивица крила су полукружно изведени. Доње и горње крило су се поклапала по својим осама. Конструкције репних крила и вертикални стабилизатор као и кормило правца су била направљена од дрвета пресвучена платном.
Стајни трап је био класичан фиксан са осовином, а на репном делу се налазила еластична дрвена дрљача.
Авион је био наоружан са два митраљеза Schwarzlose MG 16 калибра 8 mm који су били постављени на боковима авиона и имали су јако ограничено поље гађања.

### Варијанте авиона Авиатик Берг серије C
- Авиатик Берг C.I - извиђач, двосед, двокрилац, јесен 1916. год, са моторима AD 6  185 и 200 KS
- Авиатик Берг C.II - извиђач, двосед, двокрилац, март 1918. направљена су два прототипа са моторима Hiero 230 и 250 KS

Ови авиони, Авиатик Берг C.I су се производили и у Аустроугарској и то у следећим фирмама:
- Österreichische Aviatik (серија: 37, 137.)
- W.K.F. (Wiener Karosserie Fabrik) (серија: 83)
- M.A.G. (Magyar Általános Gépgyár)(серија: 91)
- Lohner (серија: 114, 214)
- Ungarische Lloyd (серија: 47)

## Оперативно коришћење
Извиђачки авион Авиатик Берг C.I је пројектован да у Аустроугарском ваздухопловству (k.u.k. Luftfahrtruppen) замени извиђачки авион Ханза Бранденбург C.I. Коришћен је на источном и италијанском фронту и на Балканском ратишту. Због своје поузданости, лаке управљивости и високог плафона лета био је цењен код посаде. У наоружање је уведен почетком 1917. године а пошто је у току своје експлоатације непрекидно модернизован, његова употреба је трајала до краја рата. Пред сам крај рата 1918. године направљен је нешто већи и јачи извиђачки авион који је носио ознаку Авиатик Берг C.II али до његове производње није дошло него је остало само на прототипу.

### Коришћење авиона Авиатик Берг C у Краљевини СХС / Југославији
Као ратни плен после распада Аустроугарске монархије Војно ваздухопловство Краљевине СХС је дошло у посед четири авиона типа Авиатик Берг C.I. Према попису ваздухопловног материјала осталог иза LFT (нем.Luftfahrtruppe) од 24. маја 1919. два авиона овог типа била су у Љубљани а два у Новом Саду. Авиони стационирани у Љубљани су били извиђачки а ови из Новог Сада су служили у пилотској школи 1. ваздухопловног пука као школски авиони. У ВВ КСХС ови авиони су се називали према броју седишта у авиону, називу конструктора и снази мотора: двосед Берг 185КС и двосед Берг 200КС. Користили су се до 30.-тих година двадесетог века.

## Земље корисници
- Аустроугарска
- Немачко царство
- Краљевина Румунија (после рата)
- Аустрија (после рата)
- Краљевина Мађарска (после рата)
- Швајцарска
- Турска (после рата)
- Краљевина Југославија (после рата)